# Программа Гротендика
Программа Гротендика (фр. Esquisse d'un Programme — эскиз программы) — программа математических исследований, разработанная Александром Гротендиком как заявка на грант от Национального центра научных исследований с горизонтом на 1984—1988 годы. Хотя заявка одобрена не была, документ фактически стал долгосрочной программой, привлекающей на протяжении многих лет внимание исследователей как отражающий глобальное видение Гротендика на развитие математики. Среди направлений, получивших значительный импульс в связи с программой — расширение и обобщение теории Галуа, теория «детских рисунков» (графов), анабелева геометрия.
Пункты программы:
1. Предложение и инициатива (Envoi).
2. «Лего-игра Тейхмюллера и группа Галуа {\displaystyle Q} над {\displaystyle Q}» (Un jeu de „Lego-Teichmüller“ et le groupe de Galois de {\displaystyle Q} sur {\displaystyle Q}).
3. Совокупность чисел, связанных с «детским рисунком» (Corps de nombres associés à un dessin d’enfant).
4. Правильные многогранники над конечными полями (Polyèdres réguliers sur les corps finis).
5. Общая или «модерируемая» топология (Haro sur la topologie dite ‘générale’, et réflexions heuristiques vers une topologie dite ‘modérée’).
6. Дифференцируемые и модерируемые теории (Théories différentiables» (à la Nash) et «théories modérées).
7. Погоня за стеками[англ.] (À la Poursuite des Champs).
8. Двумерная геометрия (Digressions de géométrie bidimensionnelle)[4].

Также в «Эскизе» в качестве отдельных пунктов приводились «Краткое изложение предлагаемых исследований» (Bilan d’une activité enseignante), «Эпилог» и «Заметки».